# Reservoir Dogs (videojuego)
Reservoir Dogs es un videojuego basado en la película de Quentin Tarantino de mismo nombre. Lanzado en 2006, obtuvo la mayoría revisiones mediocres y causó controversias de menor importancia por su violencia, siendo prohibido en Australia y Nueva Zelanda.

## Trama
El juego está basado en la película de Quentin Tarantino. Tiene la misma historia, pero entra en más detalles. Sigue siendo fiel a la película, con los jugadores capaces de jugar a todos los personajes principales. Sigue el progreso y la planificación del robo de diamantes, y revela algunos de los eventos que solo se llevaron a cabo fuera de la pantalla. El juego consta de dos disparos en tercera persona y las secciones de conducción. El juego anima al jugador a tomar rehenes y evitar la masiva masacre: tanto en el sistema de clasificación, donde puede ser un jugador clasificado como "Psicópata" si mucha gente se mata, o un "Profesional" si no es así. También cuenta con la banda sonora completa y original de la película, la llamada Sonidos Super K-Billy de los años setenta. De los actores originales, solo Michael Madsen ofrece su imagen y actuación de voz para el juego. Otros personajes se ven y suenan vagamente similar a la de la gran pantalla.

## Personajes
Sr. Naranja - Se utiliza en una misión de entrenamiento "Cuestión de Negocios", que guía al jugador a través de un tutorial de como es la sección que introduce al jugador a la mecánica del juego - cómo hacer las cosas como la toma de rehenes, uso de armas, los festivales de bala y ordenar a los policías en tomas de rehenes. Es interpretado por Scott Menville.
Sr. Azul - El único personaje cuyo destino no se muestra en la película, pero se ve en el juego. Escapa de Karinas Wholesale Diamonds, finalmente entra en una sala de cine. Allí, él es asesinado a tiros por la policía. Es interpretado por Sal Viscuso.
Sr. Rosa - Se escapó con los diamantes y se dirige a la lavandería, un lugar visto en la película. Más tarde, recupera los diamantes escondidos desde un lugar secreto. Las elecciones del jugador cambian el destino de Rosa. Es asesinado si el jugador consigue "Psicópata" en la mayoría de los niveles, es arrestado si solo algunos de los niveles han acabado con "Nacido Criminal", y entra en un nivel final en el que escapa de la policía con los diamantes, Si "Profesional" se logra en todos los niveles. Es interpretado por John Waslock.
Sr. Rubio - Empieza en un centro comercial, donde secuestra al policía, Marvin Nash, que se ve en la película. Sr. Rubio fue el único personaje en el juego que fue presentado por su actor de cine (Michael Madsen). Por lo tanto, su rasgo físico fue el único que parecía o sonaba como el personaje de la película original.
Sr. Blanco - Escapa por sí mismo después que el Sr. Rosa le deja en la tienda de diamantes. Es parte del escape de Sr. Marrón. Lleva a un lesionado Sr. Naranja, hasta el punto de encuentro. También tiene un nivel de conducción. Es interpretado por Jack McGee.
Sr. Marrón - Conductor, jugado en dos ocasiones una en la que va hasta la joyería y otra en la que se dirige a un lugar que coincide con su destino en la película. Debido a sus lesiones, el jugador experimenta efectos visuales por lo que es cada vez más difícil de conducir. Nunca se controla a pie. Es interpretado por Gustavo Rex. 
Eddie El Amable - Debe escapar a través de varios edificios después de que un intento de escape va mal. Es interpretado por Michael Cornacchia.
Joe Cabot - el organizador del robo. Padre de Eddie el Amable. No es un personaje jugable. Es interpretado por Joe Bossnier.

## Censura
Se ha negado la clasificación en Australia, en esencia la prohibición del juego de la venta. La Junta de Clasificación encontró que no podía tener cabida en el MA 15 + de clasificación, y como tal, el juego se ha hecho disponible para venta o alquiler, o se ha demostrado en Australia. La Oficina De Clasificación De Películas De Nueva Zelanda han bautizado el juego como "ofensivo", lo que significa que no solo se prohíbe la venta, sino que es ilegal poseer o importar una copia. La Oficina pudo constatar el juego "tiende a promover y apoyar la imposición de extrema violencia y crueldad extrema... con el propósito de entretenimiento". 